# Távozó csoport
A kémiában távozó csoportnak nevezzük a molekula azon részét, mely heterolitikus kötéshasadás révén egy elektronpárral kiválik a molekulából. A távozó csoport lehet anion vagy semleges molekula. Gyakori anionos távozó csoportok a halogenidek, például Cl−, Br− és I−, valamint a szulfonát-észterek, mint a para-toluolszulfonát („tozilát”, TsO−). Gyakori semleges molekulájú távozó csoportok a víz (H2O) és az ammónia.

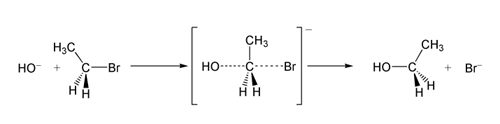
Ebben az S_{N}2 reakcióban a bromidion (Br^{−}) a távozó csoport és a hidroxidion (OH^{−}) a nukleofil

Az, hogy egy csoport milyen könnyen tud távozni, összefügg a konjugált savi formájának pKa-értékével. Minél kisebb a pKa, annál könnyebben távozó csoportról van szó. Az összefüggés nem minden esetben érvényes, mivel a csoport távozása kinetikai jelenség, a reakciósebességgel van kapcsolatban, míg a pKa termodinamikai mennyiség, mely az egyensúlyi állapotot jellemzi. Mindazonáltal általános jelenség, hogy a stabilizáltabb anionok jobb távozó csoportok. Ezzel a szabállyal összhangban az erős bázisok, például az alkoxidok (RO−), hidroxidok (HO−) és amidok (R2N−) rossz távozó csoportok.
| Távozó csoportok, csökkenő távozási hajlam szerint rendezve | Távozó csoportok, csökkenő távozási hajlam szerint rendezve |
| ----------------------------------------------------------- | ----------------------------------------------------------- |
| *R–N2+                                                      | diazónium sók                                               |
| R–OR'2+                                                     | oxóniumionok                                                |
| R–OSO2C4F9                                                  | nonaflátok                                                  |
| R–OSO2CF3                                                   | triflátok                                                   |
| R–OSO2F                                                     | fluorszulfonátok                                            |
| R–OTs, R–OMs stb.                                           | tozilátok, mezilátok és hasonló vegyületek                  |
| R–I                                                         | jodidok                                                     |
| R–Br                                                        | bromidok                                                    |
| R–OH2+                                                      | (alkohol konjugált savpárja)                                |
| R–Cl                                                        | kloridok és karbonil szénhez kapcsolódó savkloridok         |
| R–OHR'+                                                     | éter konjugált savpárja                                     |
| R–ONO2, R–OPO(OH)2                                          | nitrátok, foszfátok és más szervetlen észterek              |
| R–SR'2+                                                     |                                                             |
| R–NR'3+                                                     | tetraalkil-ammóniumsók                                      |
| R–F                                                         | fluoridok                                                   |
| R–OCOR                                                      | észterek és karbonil szénhez kapcsolódó savanhidridek       |
| R–NH3+                                                      | ammóniumsók                                                 |
| R–OAr                                                       | fenoxidok                                                   |
| R–OH                                                        | alkoholok és karbonil szénhez kapcsolódó karbonsavak        |
| R–OR                                                        | éterek és karbonil szénhez kapcsolódó észterek              |

Ritkán fordul elő, hogy H− (hidridek), R3C− (alkil anionok, R=alkil vagy H) vagy  R2N− (amidok, R=alkil vagy H) vagy hasonló csoportok egy elektronpárral lépjenek ki, mivel ezek a bázisok instabilak. A jó távozó csoporttal szembeni követelmény nem olyan fontos az E1cb mechanizmus esetén, mint például az acil nukleofil szubsztitúciós reakció addíciós-eliminációs mechanizmusának eliminációs lépésében. Ebben az esetben az alkoxidok, sőt még az amidok is lehetnek távozó csoportok, ami entrópia szempontjából kedvezményezett, mivel ilyenkor egy molekula két részre hasad.

## Fordítás
Ez a szócikk részben vagy egészben  a   Leaving group című angol Wikipédia-szócikk ezen változatának fordításán alapul.  Az eredeti cikk szerkesztőit annak laptörténete sorolja fel. Ez a jelzés csupán a megfogalmazás eredetét és a szerzői jogokat jelzi, nem szolgál a cikkben szereplő információk forrásmegjelöléseként.